# IC 4838
IC 4838 هو اصطدام مجري، يقع في كوكبة الطاووس، يقدر بعدها عن مجرة درب التبانة بحوالي 191 مليون سنة ضوئية ويبلغ قطرها حوالي 75000 سنة ضوئية.

## روابط خارجية
- IC 4838 على موقع ويكي سكاي: DSS2, SDSS, GALEX, IRAS, Hydrogen α, X-Ray, Astrophoto, Sky Map, Articles and images